# Erin Richards
Pour les articles homonymes, voir Richards.
Erin Richards (née le 17 mai 1986 à Penarth, pays de Galles) est une actrice de cinéma et de télévision britannique.
Elle se fait connaître grâce au rôle de Barbara Kean qu’elle incarne dans la série télévisée Gotham (2014-2019).

## Biographie

### Jeunesse et formation
Formée au Royal Welsh College of Music and Drama, elle présente le magazine Mosgito pour l'émission de télévision galloise S4C qui aborde des sujets liés à l'adolescence. 
Elle a aussi étudié à l'université de Sheffield et elle y décroche un diplôme en histoire et politique internationale. 

### Carrière
À la suite de cela, elle entame une carrière comme actrice et apparaît dans des films indépendants avant de décrocher ses premiers rôles importants pour les séries télévisées du réseau BBC, Crash et Being Human.
En 2013, elle participe à la seconde saison de la comedie de la FOX, Breaking In dans laquelle elle incarne une assistante de direction avec un accent anglais exagéré,. La même année, elle joue dans un segment à sketch de Funny or Die donnant la réplique à Kellan Lutz.
L'année suivante, elle tient l'un des premiers rôles du film d'horreur espagnol Open Grave de Gonzalo López-Gallego, cité pour le Golden Trailer Awards. Entre-temps, elle apparaît, à la télévision, dans des séries telles que Merlin, Crossing Lines et Misfits.
En 2014, elle est à l'affiche du thriller horrifique Les Âmes silencieuses avec Olivia Cooke et Jared Harris, un film inspiré de faits réels. 
La même année, elle renouvelle sa confiance envers la FOX et rejoint la distribution principale de Gotham. Il s'agit d'une série basée sur les personnages des comics créés par Bob Kane et Bill Finger et plus spécifiquement ceux de James Gordon et Bruce Wayne. Elle y incarne le personnage de Barbara Kean, la fiancée et future ennemie de James Gordon. Son interprétation dans la série est remarquée et jugée audacieuse. La série est un succès et lui permet de s'installer durablement sur le petit écran.  

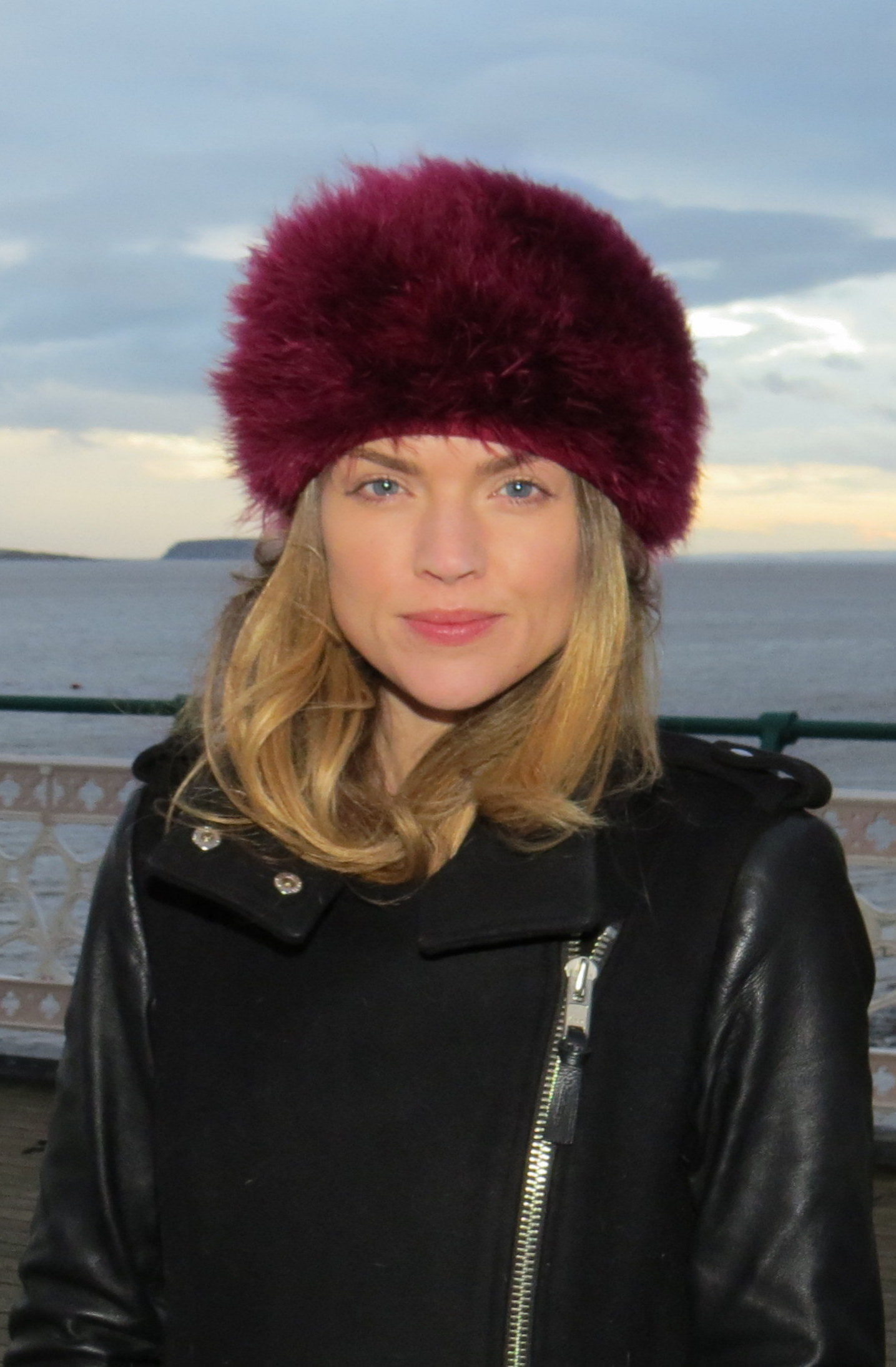
En 2016.

Parallèlement, elle tourne quelques films et se diversifie : En 2016, elle donne de la voix pour le jeu vidéo Quantum Break. Elle fait ensuite ses débuts comme réalisatrice et scénariste pour un court métrage dramatique, sorti en 2018, dans lequel elle s'octroie le premier rôle, Hot Girl.  
En 2017, sort le drame indépendant That Good Night avec John Hurt et Sofia Helin. Un long métrage qui reçoit majoritairement de bonnes critiques et dont la performance de l'ensemble de la distribution est applaudi. 
En 2018, elle seconde Gugu Mbatha-Raw pour la romance Mon âme sœur. La même année, c'est elle qui réalise le centième épisode de Gotham, qui en est alors à sa cinquième et dernière saison.

## Filmographie

### Cinéma

#### Courts métrages
- 2009 : 17 de Jamie Bolton : Gemma
- 2010 : Balance de John Shackleton : Becki
- 2012 : Will Sampson (...and the Self-Perpetuating Cycle of Unintended Abstinence) de Matt Roberts : Sofia
- 2018 : Hot Girl d'elle-même : Kara Quinn (également scénariste)

#### Longs métrages
- 2005 : Expiry Date de Karen Bird : Luce
- 2008 : Abraham's Point de Wyndham Price : Milly
- 2013 : Open Grave de Gonzalo López-Gallego : Sharon
- 2014 : Les Âmes silencieuses (The Quiet Ones) de John Pogue : Krissi Dalton
- 2017 : That Good Night d'Eric Styles : Cassie
- 2018 : Mon âme sœur de Stephanie Laing : Amber
- 2019 : The Return of The Yuletide Kid de Jamie Adams : Patricia

### Télévision

#### Séries télévisées
- 2010 : Crash : Cheryl (1 épisode)
- 2011 : Being Human : La Confrérie de l'étrange : Nancy Reid (2 épisodes)
- 2012 : Breaking In : Molly Hughes (13 épisodes)
- 2012 : Merlin : Eira (2 épisodes)
- 2013 : Crossing Lines : Nicole Ryan (1 épisode)
- 2013 : Misfits : Sarah (1 épisode)
- 2014 - 2019 : Gotham : Barbara Kean (99 épisodes - également réalisatrice de deux épisodes)
- 2022 - 2023 : The Crown : Kelly Fisher (2 épisodes)

### Jeux vidéo
- 2016 : Quantum Break : Beth Wilder Prototype (voix)